# Тенерифе-Еспасіо-де-лас-Артес

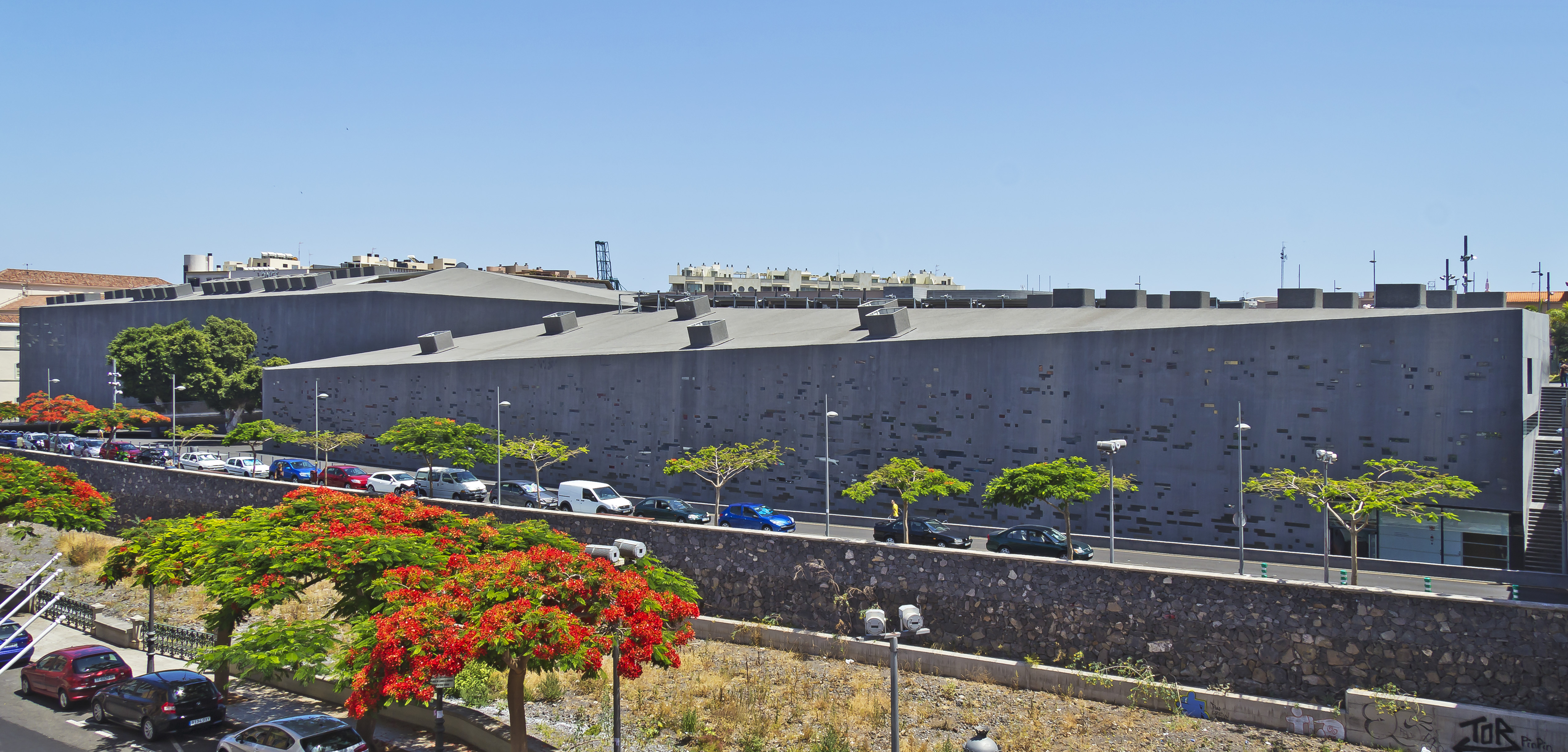
Тенерифе-Еспасіо-де-лас-Артес (ТЕА)

Тенерифе-Еспасіо-де-лас-Артес (ТЕА) або Простір мистецтв Тенерифе (ісп. Tenerife Espacio de las Artes, TEA) — культурно-освітній комплекс у м. Санта-Крус-де-Тенерифе, о. Тенерифе, Іспанія. Відкритий у жовтні 2008 року.
Збудовований за проектом швейцарського архітектурного бюро Herzog & de Meuron Architekten у 2008 році. Будівля центру займає площу 20 622 м² та включає громадську бібліотеку, музей сучасного мистецтва (Інститут Оскара Домінгеса), центр фотографії о. Тенерифе, магазин, кафе-ресторан та декілька інших приміщень.
У середині будівля має відкритий простір, який утворює трикутну площу. Вздовж фасаду близько 1200 отворів у 720 різних формах, що пропускають природне світло.
З 2023 року скульптура під назвою «Карла» скульптора Жауме Пленса знаходиться поза будівлею з 2023 року. Жіноча голова подовжена, стиснута, складна і зі зміненим волоссям.